# 有尾噬菌體目
有尾噬菌體目（学名：Caudovirales），caudo由拉丁文的cauda而來，有“尾狀”的意思。本目的病毒主要的宿主為細菌和古細菌，感染宿主時會利用尾狀的結構，將DNA注入宿主中。在生物技術方面，有些種類的尾狀噬菌體能作為病毒（例如：疱疹病毒科）的載體，用於基因複製和建立基因庫的功能上。

## 下属分类
本科包括以下属：
- 埃凱曼病毒科 Ackermannviridae
- 自複製短尾噬菌體科 Autographiviridae
- 蔡斯噬菌體科 Chaseviridae
- 德默萊茲噬菌體科 Demerecviridae
- 德雷克斯勒噬菌體科 Drexlerviridae
- 格兰噬菌体科 Guelinviridae
- 代列爾噬菌體科 Herelleviridae
- 肌尾噬菌體科 Myoviridae
- 短尾噬菌體科 Podoviridae
- Rountreeviridae
- Salasmaviridae
- Schitoviridae
- 長尾噬菌體科 Siphoviridae
- Zobellviridae

科的地位未定的属：
- 百合病毒屬 Lilyvirus